# Il cavaliere inesistente (film)
Il cavaliere inesistente  è un film a tecnica mista del 1970 diretto da Pino Zac e prodotto dall'Istituto Luce che combina attori in carne ed ossa e personaggi di animazione, utilizzando per le riprese la tecnica della Stop-motion. Il film è ispirato dall'omonimo romanzo di Italo Calvino del 1959. Il film è conosciuto anche con il titolo The Nonexistent Knight.

## Trama
Agilulfo è il migliore dei paladini di Carlo Magno. Nobile e ligio al dovere; in realtà non è altro che un'armatura vuota, tenuta in piedi dalla sua sola volontà d'essere e quindi non può mai abbandonare la sua “coscienza di essere”: se ciò dovesse accadere, cesserebbe di esistere. Durante una marcia con l'esercito, Carlo Magno designa uno scudiero per Agilulfo, Gurdulù, un uomo “che c'è, ma che non sa di esserci”, che accompagnerà il cavaliere per le sue avventure. In una notte, Agilulfo fa conoscenza anche di Rambaldo, giovane cavaliere schieratosi nell'esercito di Carlo Magno per vendicare la morte del padre.
Rambaldo si innamora di Bradamante, anch'ella paladina, ma innamorata di Agilulfo, nel quale vede incarnato l'ideale del cavaliere perfetto. Una sera il cavaliere Torrismondo, seccato dalla fredda perfezione di Agilulfo, mette in dubbio la legittimità della sua investitura a cavaliere, affermando che Sofronia, la principessa salvata dai briganti dal cavaliere per diventare tale, non era che una serva dei Cavalieri del Valhalla. Quindi il cavaliere è costretto a partire, accompagnato da Gurdulù, in cerca di Sofronia, unica in grado di provare la regolarità della sua investitura. La paladina Bradamante cerca di seguirlo, a sua volta inseguita da Rambaldo. Anche Torrismondo decide di partire, schifato dalla degradazione dell'esercito di Carlo Magno, per trovare i Cavalieri del Valhalla, coi quali è cresciuto e unici ritenuti da lui degni di stima e rispetto, dai quali però verrà a loro volta deluso. Dopo varie peripezie per tutti i cercatori, Agilulfo trova Sofronia in Marocco, nel palazzo del sultano.
Riuscito a portarla via da lì, la conduce dove dovrà poi incontrare Carlo Magno e la nasconde, per la notte, in una grotta. Qui però la trova Torrismondo, che la porta via con sé essendosi innamorato di lei, quindi Agilulfo, non potendo dimostrare la sua ragion d'esser cavaliere, cessa di esistere. Bradamante, per la disperazione di aver perso il suo amato, si ritira in convento da cui però verrà portata via da Rambaldo. Quest'ultimo, rivestitosi con la bianca armatura di Agilulfo, riesce infine a conquistare l'amore di Bradamante.

## Differenze con la storia del libro
- I Cavalieri del Graal diventano nel film i Cavalieri del Valhalla
- I viaggi dei vari paladini, tra Scozia, Marocco e reami immaginari, risultano più brevi rispetto al romanzo

## Riferimenti e allusioni
- Quando Carlo Magno e l'esercito sono in marcia d'avvicinamento e il popolo accorre a vedere, il re canta fra se La Marseillaise, inno nazionale francese.
- Nella notte, un paladino in servizio viene ripreso da Agilulfo perché scoperto a leggere Playsir.
- I saraceni parlano con accento partenopeo.
- Quando Rambaldo intralcia il porta-occhiali dell’argalif, questo si appella ad una fantomatica “Convenzione Internazionale di Losanna”.
- Vi sono molti riferimenti al nazismo: un cavaliere alemanno ha la faccia di Hitler, la svastica appare sia sul cappello di uno degli orsi che attaccano il castello della vedova Priscilla ed anche su uno degli elmi dei bianchi Cavalieri del Valhalla.
- Sul finale, accenno musicale di Va', pensiero di Giuseppe Verdi.

## Recensioni
- Il Cavaliere Inesistente di Pino Zac viene accolto molto bene dalla critica: “una stravagante, originalissima fiaba, ricca di fantasia e di umorismo, nella quale l'elemento realistico si fonde perfettamente con le gustose parti animate”[1].
- Pur mantenendo il suo personalissimo modo di fare cinema “Pino Zac riesce a mantenere l'elemento di specularità tra i diversi “eroi” come sono presentati da Calvino. Il Cavaliere Inesistente rimane quindi la metafora di un ideale irraggiungibile, che forse tale sarebbe preferibile restasse.[…] Più che un semplice scontro tra realtà e fantasia, il tutto diviene un confronto tra l'ideale e la sua traduzione pratica. Se anche la realtà non potrà mai avere lo splendore dei sogni, non dobbiamo per questo rinunciare ad essi, altrimenti la vita diventerebbe ben più piatta del razionalismo e del legalismo di un Agilulfo”.